# Абдулкасимово
Абдулкаси́мово (баш. Абдулҡасим) — деревня в Учалинском районе Республики Башкортостан Российской Федерации. Входит в состав Кунакбаевского сельсовета. 

## География

### Географическое положение
Расстояние до:
- районного центра (Учалы): 26 км,
- центра сельсовета (Кунакбаево): 18 км,
- ближайшей железнодорожной станции (Учалы): 30 км.

## Население
| 2002 | 2009 | 2010 |
| ---- | ---- | ---- |
| 17   | ↗35  | ↘15  |

### Национальный состав
Согласно переписи 2002 года, преобладающая национальность — башкиры (100 %).